# Medborgarhus

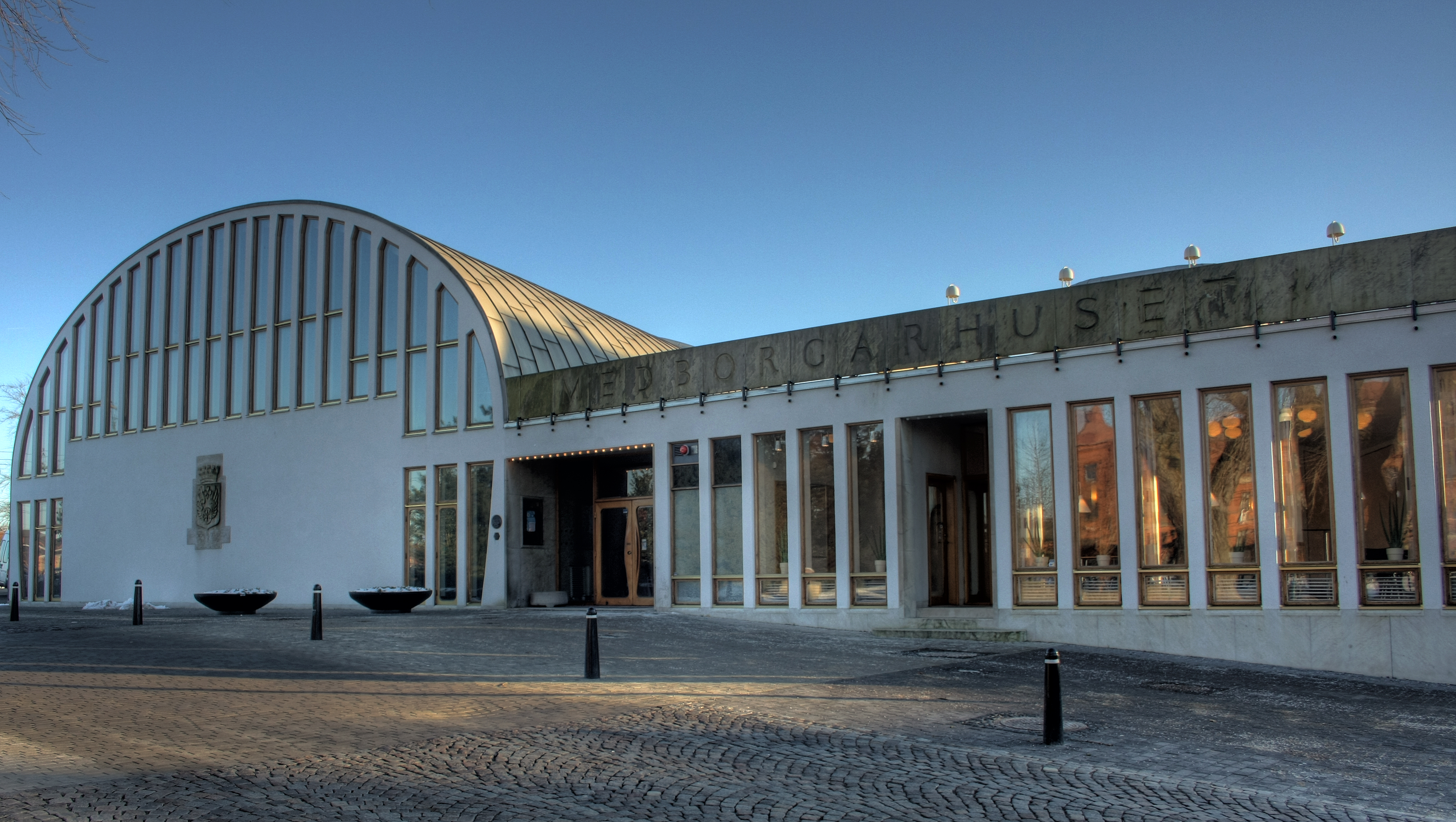
Medborgarhuset i Eslöv.

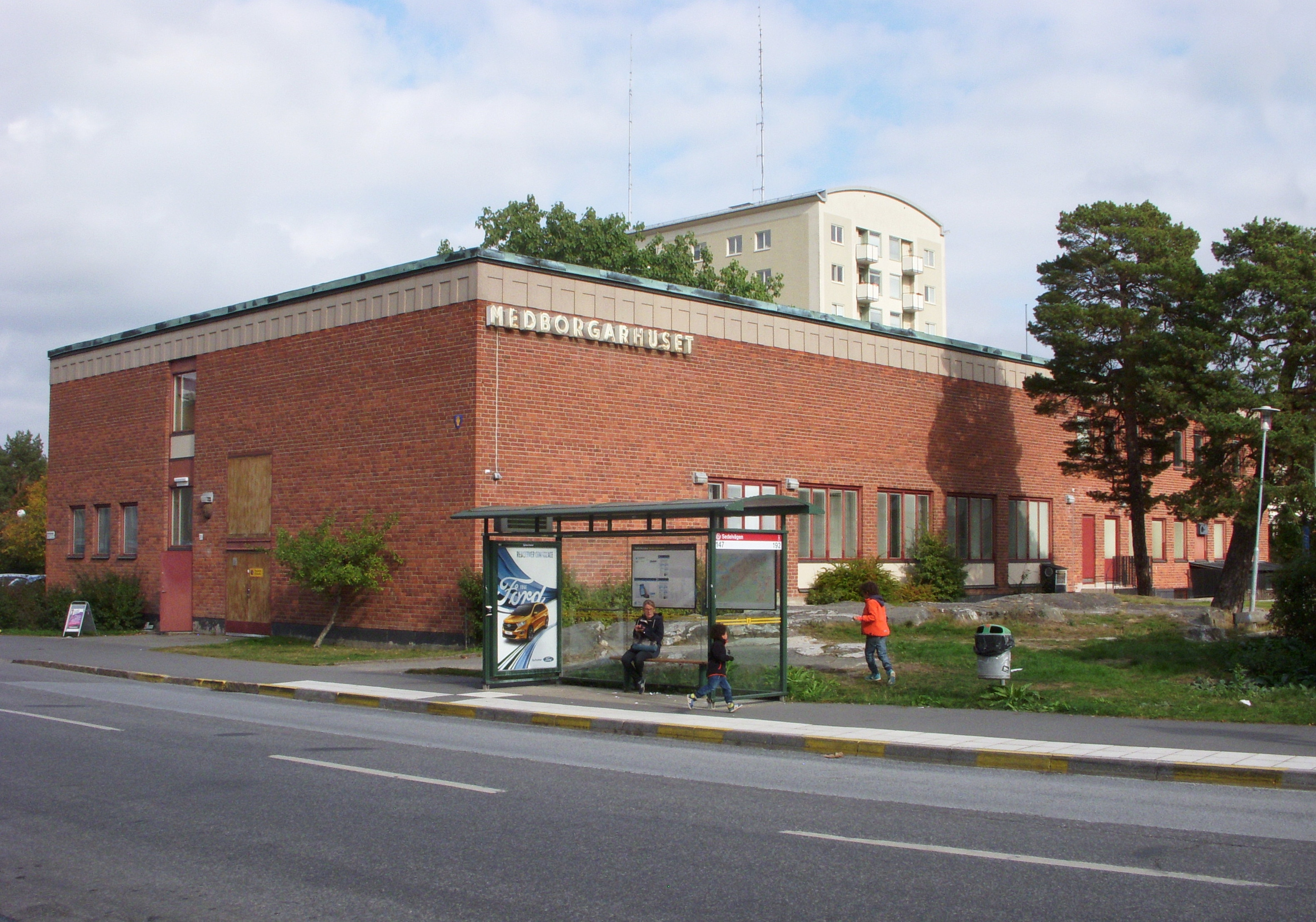
Hägerstensåsens medborgarhus i Stockholm.

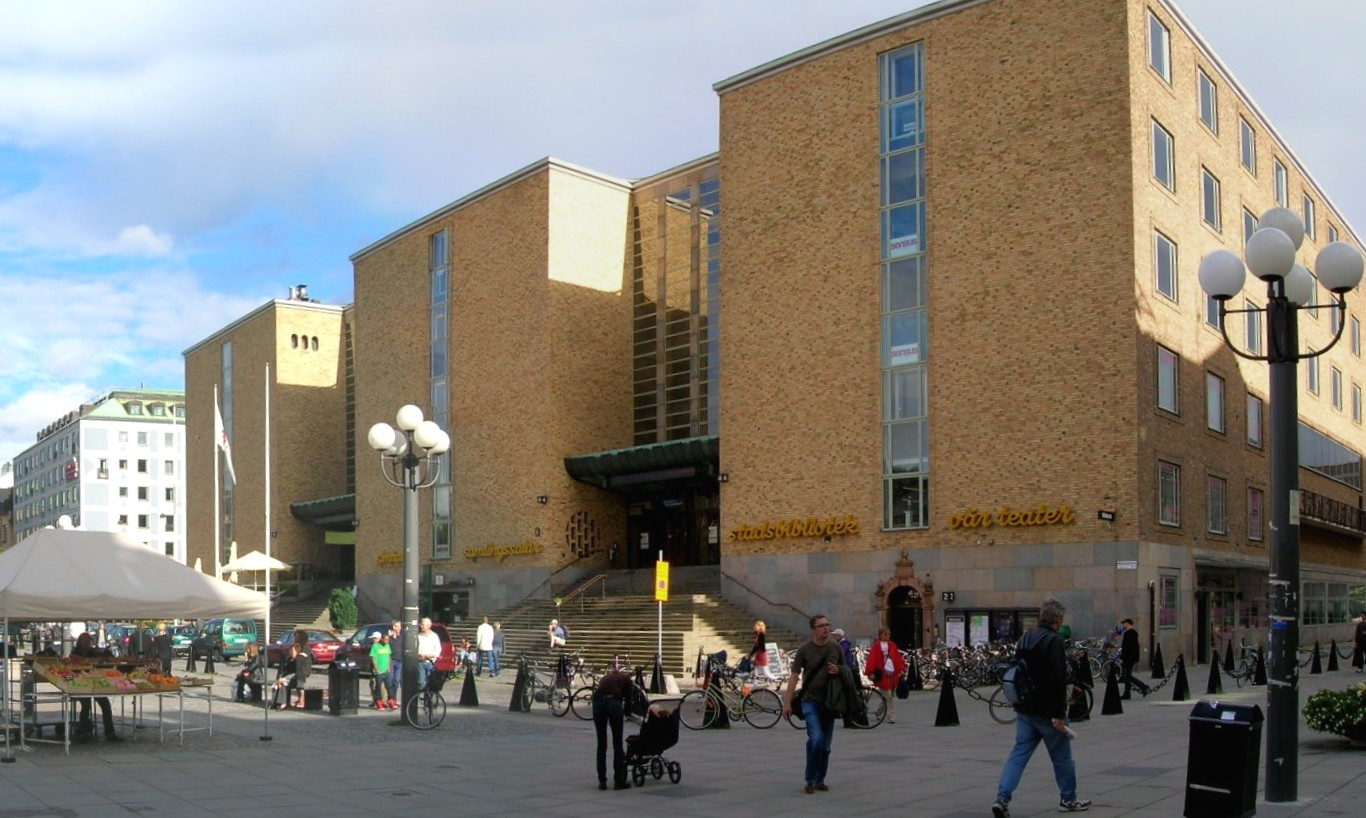
Medborgarhuset på Södermalm i Stockholm.

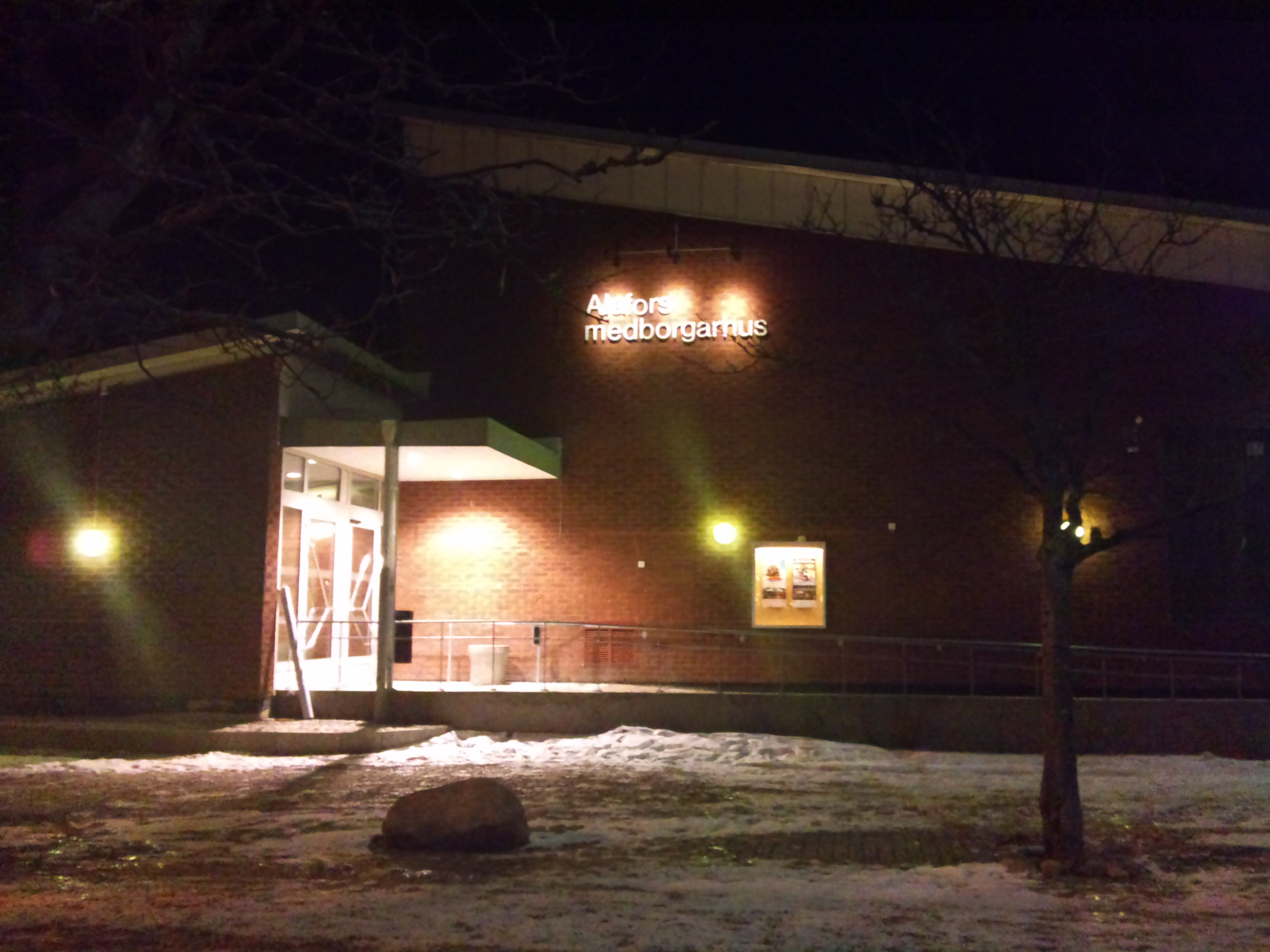
Alafors medborgarhus i Nödinge-Nol.

Ett medborgarhus är ett allaktivitetshus med lokaler för kulturverksamhet och möteslokaler för allmänheten, typiskt med de tre funktionerna kultur, nöje och bildning. 
Medborgarhusen i Sverige uppförs i regel i kommunal regi eller i privat regi med kommunalt stöd. Namnet medborgarhus gavs officiell prägel av den dåvarande socialdemokratiska regeringen, när den formulerade villkoren för offentligt stöd till allmänna samlingslokaler i början av 1940-talet.
Ett riksdagsbeslut om möjligt kommunalt stöd togs 1942.
Begreppet användes också av bland andra arkitekten Uno Åhrén som en översättning till svenska av engelskans community centre. Arkitekter och stadsplanerare arbetade under 1940-talet efter brittiskt inflytande med medborgarhus som sociala mötespunkter och hjärtan i de nya grannskapsförorterna, med en vidare målgrupp än det arbetarrörelseinriktade Folkets hus.

## Medborgarhus i Sverige i urval
- Medborgarhuset i Stockholm på Södermalm i Stockholm, invigt 1939
- Alviks medborgarhus, Alvik i Stockholm, invigt 1941
- Medborgarhuset Trappan i Vällingby i Stockholm, invigt under 1950-talet
- Medborgarhuset Park i Hjo, invigt 1958
- Medborgarhuset i Hjorthagen, Hjorthagen i Stockholm
- Medborgarhuset i Eslöv, invigt 1957
- Hägerstensåsens medborgarhus, i Hägerstensåsen i Stockholm, invigt 1957
- Medborgarhuset i Lycksele, invigt 1961
- Medborgarhuset i Bjärred, i Lomma kommun, invigt 1961
- Säffle medborgarhus, invigt  1965
- Medborgarhuset i Örebro, invigt 1965
- Alafors medborgarhus
- Medborgarhuset i Kävlinge (under uppförande 2020)[3]
- Wattrangsborg i Björnlunda